# Netlore
Netlore är en modern form av folklore, men som skiljer sig från detta på så vis att spridningen sker elektroniskt via internetsajter eller genom e-post. Detta begrepp omfattar alltifrån ryktesspridning, skämt, så kallade urban legends, kedjebrev etcetera.

## Exempel på netlore
- Bonsaikatt